# 4677 Hiroshi
4677 Hiroshi este un asteroid din centura principală, descoperit pe 26 septembrie 1990, de Atsushi Takahashi și Kazuo Watanabe.